# Luigi Apolloni
Luigi Apolloni, född 2 maj 1967 i Frascati, är en italiensk före detta fotbollsspelare. Han spelade under sin karriär bland annat för klubbarna AC Reggiana 1919, Parma FC och Hellas Verona FC och gjorde 15 landskamper för Italien. Han deltog i VM 1994, där Italien gick till final, och EM 1996.